# Gran Premio di superbike d'Europa 1994
Il Gran Premio di Superbike d'Europa 1994 è stata la decima prova su undici del Campionato mondiale Superbike 1994, è stato disputato il 2 ottobre sul Circuito di Donington Park e ha visto la vittoria di Scott Russell in gara 1, lo stesso pilota si è ripetuto anche in gara 2.
È la seconda volta nell'anno che il Campionato mondiale Superbike viene ospitato dal circuito britannico di Donington; la prima volta viene considerata come prova del Regno Unito, in questa occasione vale come GP d'Europa.

## Risultati

### Gara 1

#### Arrivati al traguardo[3]
| Pos. | Nº | Pilota               | Motocicletta | Tempo     | Griglia | Punti |
| ---- | -- | -------------------- | ------------ | --------- | ------- | ----- |
| 1º   | 1  | Scott Russell        | Kawasaki     | 42:45.140 | 5º      | 20    |
| 2º   | 82 | Troy Corser          | Ducati       | +0:00.250 | 15º     | 17    |
| 3º   | 15 | Paolo Casoli         | Yamaha       | +0:47.910 | 7º      | 15    |
| 4º   | 73 | Alan Carter          | Ducati       | +0:56.820 | 32º     | 13    |
| 5º   | 37 | Simon Crafar         | Honda        | +1:01.210 | 10º     | 11    |
| 6º   | 6  | Piergiorgio Bontempi | Kawasaki     | +1:07.330 | 3º      | 10    |
| 7º   | 11 | Andreas Meklau       | Ducati       | +1:07.690 | 9º      | 9     |
| 8º   | 3  | Aaron Slight         | Honda        | +1:28.990 | 2º      | 8     |
| 9º   | 33 | Brian Morrison       | Honda        | +1:29.160 | 13º     | 7     |
| 10º  | 35 | Michael Rutter       | Ducati       | +1:35.230 | 16º     | 6     |
| 11º  | 52 | Jochen Schmid        | Kawasaki     | +1:35.830 | 14º     | 5     |
| 12º  | 23 | Doug Polen           | Honda        | +1:40.110 | 4º      | 4     |
| 13º  | 36 | Valerio Destefanis   | Ducati       | +1:40.750 | 24º     | 3     |
| 14º  | 2  | Carl Fogarty         | Ducati       | +1:42.510 | 1º      | 2     |
| 15º  | 99 | Massimo Meregalli    | Yamaha       | +1:42.740 | 20º     | 1     |
| 16º  | 41 | Michaël Paquay       | Honda        | +1:46.210 | 8º      |       |
| 17º  | 39 | Matt Llewellyn       | Ducati       | +1:46.230 | 17º     |       |
| 18º  | 14 | Jeffry de Vries      | Yamaha       | +1:47.900 | 29º     |       |
| 19º  | 45 | Ray Stringer         | Ducati       | +2:19.960 | 34º     |       |
| 20º  | 7  | Stéphane Mertens     | Ducati       | +1 giro   | 22º     |       |
| 21º  | 31 | David Jefferies      | Ducati       | +1 giro   | 21º     |       |
| 22º  | 42 | Niall Mackenzie      | Yamaha       | +1 giro   | 31º     |       |
| 23º  | 67 | Dave Redgate         | Yamaha       | +1 giro   | 33º     |       |
| 24º  | 38 | Gianmaria Liverani   | Honda        | +3 giri   | 25º     |       |
| 25º  | 59 | Mauro Moroni         | Kawasaki     | +3 giri   | 18º     |       |
| 26º  | 49 | Andrea Perselli      | Ducati       | +3 giri   | 30º     |       |

#### Ritirati
| Nº | Pilota            | Motocicletta | Giri     | Griglia |
| -- | ----------------- | ------------ | -------- | ------- |
| 66 | Roger Bennett     | Kawasaki     | +3 giri  | 27º     |
| 4  | Fabrizio Pirovano | Ducati       | +4 giri  | 12º     |
| 9  | Christer Lindholm | Yamaha       | +5 giri  | 28º     |
| 26 | Andrew Stroud     | Kawasaki     | +8 giri  | 26º     |
| 44 | Nick Hopkins      | Yamaha       | +11 giri | 19º     |
| 10 | Mauro Lucchiari   | Ducati       | +17 giri | 6º      |
| 40 | Serafino Foti     | Ducati       | +19 giri | 35º     |
| 30 | Jim Moodie        | Yamaha       | +19 giri | 23º     |
| 69 | James Whitham     | Ducati       | +21 giri | 11º     |

### Gara 2

#### Arrivati al traguardo[4]
| Pos. | Nº | Pilota               | Motocicletta | Tempo     | Griglia | Punti |
| ---- | -- | -------------------- | ------------ | --------- | ------- | ----- |
| 1º   | 1  | Scott Russell        | Kawasaki     | 44:57.140 | 5º      | 20    |
| 2º   | 82 | Troy Corser          | Ducati       | +0:01.950 | 15º     | 17    |
| 3º   | 10 | Mauro Lucchiari      | Ducati       | +0:25.220 | 6º      | 15    |
| 4º   | 15 | Paolo Casoli         | Yamaha       | +0:58.420 | 7º      | 13    |
| 5º   | 2  | Carl Fogarty         | Ducati       | +1:19.250 | 1º      | 11    |
| 6º   | 73 | Alan Carter          | Ducati       | +1:31.360 | 32º     | 10    |
| 7º   | 6  | Piergiorgio Bontempi | Kawasaki     | +1:35.610 | 3º      | 9     |
| 8º   | 33 | Brian Morrison       | Honda        | +1:35.990 | 13º     | 8     |
| 9º   | 11 | Andreas Meklau       | Ducati       | +1:43.550 | 9º      | 7     |
| 10º  | 3  | Aaron Slight         | Honda        | +1:46.530 | 2º      | 6     |
| 11º  | 99 | Massimo Meregalli    | Yamaha       | +1 giro   | 20º     | 5     |
| 12º  | 4  | Fabrizio Pirovano    | Ducati       | +1 giro   | 12º     | 4     |
| 13º  | 14 | Jeffry de Vries      | Yamaha       | +1 giro   | 29º     | 3     |
| 14º  | 39 | Matt Llewellyn       | Ducati       | +1 giro   | 17º     | 2     |
| 15º  | 37 | Simon Crafar         | Honda        | +1 giro   | 10º     | 1     |
| 16º  | 9  | Christer Lindholm    | Yamaha       | +1 giro   | 28º     |       |
| 17º  | 41 | Michaël Paquay       | Honda        | +1 giro   | 8º      |       |
| 18º  | 26 | Andrew Stroud        | Kawasaki     | +2 giri   | 26º     |       |
| 19º  | 35 | Michael Rutter       | Ducati       | +3 giri   | 16º     |       |

#### Ritirati
| Nº | Pilota             | Motocicletta | Giri     | Griglia |
| -- | ------------------ | ------------ | -------- | ------- |
| 52 | Jochen Schmid      | Kawasaki     | +7 giri  | 14º     |
| 66 | Roger Bennett      | Kawasaki     | +10 giri | 27º     |
| 45 | Ray Stringer       | Ducati       | +13 giri | 34º     |
| 49 | Andrea Perselli    | Ducati       | +15 giri | 30º     |
| 44 | Nick Hopkins       | Yamaha       | +17 giri | 19º     |
| 7  | Stéphane Mertens   | Ducati       | +18 giri | 22º     |
| 42 | Niall Mackenzie    | Yamaha       | +18 giri | 31º     |
| 67 | Dave Redgate       | Yamaha       | +20 giri | 33º     |
| 30 | Jim Moodie         | Yamaha       | +20 giri | 23º     |
| 38 | Gianmaria Liverani | Honda        | +20 giri | 25º     |
| 36 | Valerio Destefanis | Ducati       | +22 giri | 24º     |
| 23 | Doug Polen         | Honda        | +22 giri | 4º      |
| 59 | Mauro Moroni       | Kawasaki     | +22 giri | 18º     |
| 40 | Serafino Foti      | Ducati       | +23 giri | 35º     |
| 69 | James Whitham      | Ducati       | +24 giri | 11º     |
| 31 | David Jefferies    | Ducati       | +24 giri | 21º     |